# Walter Oesau
Walter Oesau (Farnewinkel, 28 giugno 1913 – Sankt Vith, 11 maggio 1944) è stato un aviatore tedesco che prestò servizio nella Luftwaffe durante la seconda guerra mondiale.
Asso dell'aviazione con 127 vittorie, prestò servizio nella Legione Condor e durante la seconda guerra mondiale volando sia sopra il fronte occidentale sia sopra quello orientale.

## Biografia

### Gli inizi e la guerra civile spagnola

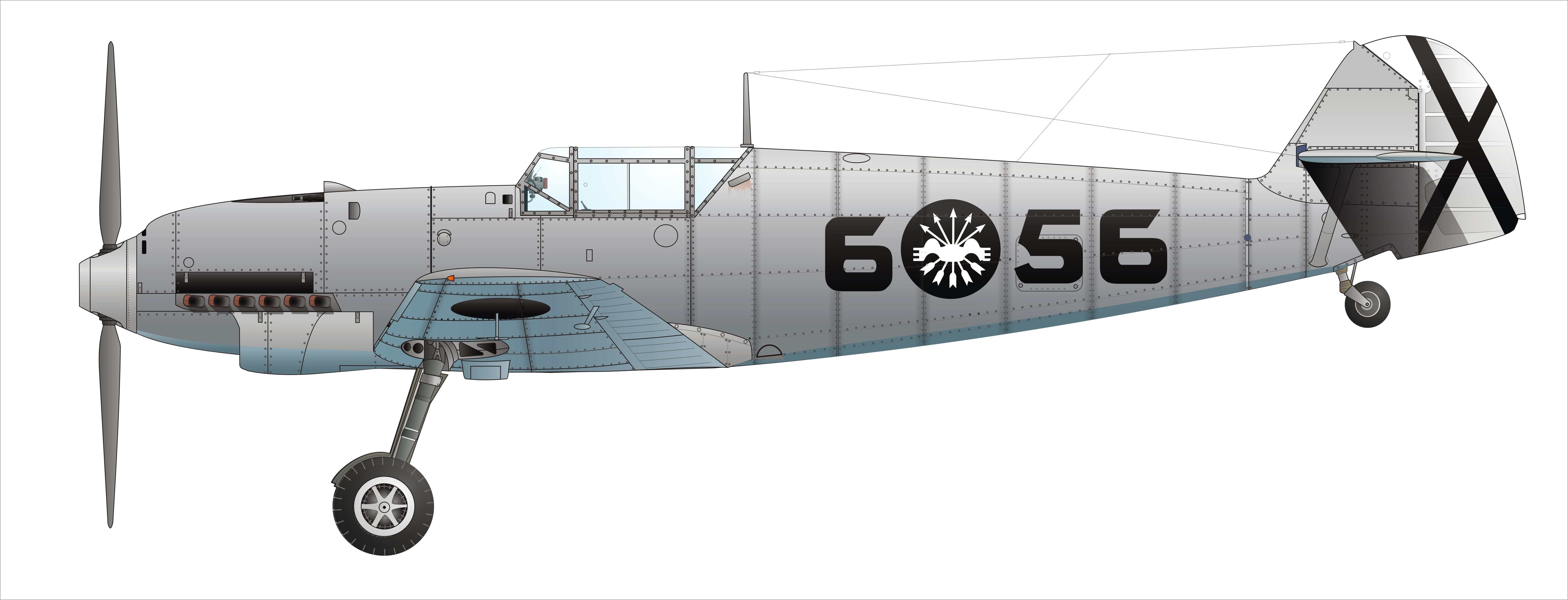
Bf 109 C-1 simile a quello pilotato da Oesau in Spagna

Walter Oesau fu arruolato nel Reichswehr, la forza armata tedesca post-prima guerra mondiale, nell'ottobre 1933 e prestò servizio nel 2º reggimento artiglieria. Un anno dopo fu trasferito alla Deutsche Verkehrsfliegerschule (la scuola di volo semi-clandestina della Repubblica di Weimar) in qualità di cadetto e una volta terminato l'addestramento fu assegnato allo stormo caccia (Jagdgeschwader) "Richtofen" con i gradi da sottotenente.
Oesau iniziò la propria attività bellica con la Legione Condor, insieme ad altri futuri assi come Werner Mölders e Adolf Galland. Nell'aprile 1938 infatti fu uno dei primi ad entrare nella 3ª squadriglia dell'88º gruppo caccia (3 J/88). Durante la guerra civile spagnola Oesau riportò otto vittorie conseguite in 130 missioni e fu premiato con la Croce spagnola in oro con diamanti e con il distintivo spagnolo per i feriti di guerra, oltre che con la Medalla de la Campana e la Medalla Militar.

### Servizio nella seconda guerra mondiale

#### Spostamenti iniziali
Il 1º marzo 1939 Oesau raggiunse il quartier generale di volo (Stabsschwarm) del 1º gruppo del 2º stormo caccia (I/JG 2). Il 15 luglio venne promosso tenente e prese il comando della 2/JG 20 (2ª squadriglia del 20º stormo caccia). Prima della campagna di Polonia il I/JG 2 fu dislocato a Strausberg prima e a Szprotawa per contrastare eventuali azioni dell'aeronautica polacca.
Il 21 febbraio 1940 l'unità venne rilocata a Bönninghardt in seno al Jagdgeschwader 51 con cui parteciperà in seguito alla campagna di Francia. Il 4 luglio il I/JG 2 venne rinominato III/JG 51 e Oesau ricoprì il ruolo di comandante della 7/JG 51.

#### La guerra contro la Francia
Oesau conseguì la prima vittoria nella seconda guerra mondiale durante la campagna di Francia, più precisamente il 13 maggio 1940 ai danni di un P-36 Hawk francese nei cieli di Halsteren, nei Paesi Bassi, guadagnandosi anche la Croce di Ferro di 1ª classe. Il 31 maggio abbatté tre Spitfire durante un pattugliamento a nord-ovest di Dunkerque e il giorno dopo fu la volta di un Blenheim. Oesau fu anche l'ultimo pilota del JG 51 ad abbattere un aereo francese: il 13 giugno fece infatti precipitare un bombardiere Amiot 143. Al momento della capitolazione nemica, includendo anche le vittorie spagnole, la cifra degli aerei abbattuti da Oesau era dunque di 14.
Terminata la campagna di Francia l'attenzione dello JG 51 si spostò sulla Manica con missioni prevalentemente di tipo Combat air patrol. Il 7 luglio Oesau vinse un'altra battaglia aerea contro uno Spitfire.

#### Scontri sui cieli inglesi

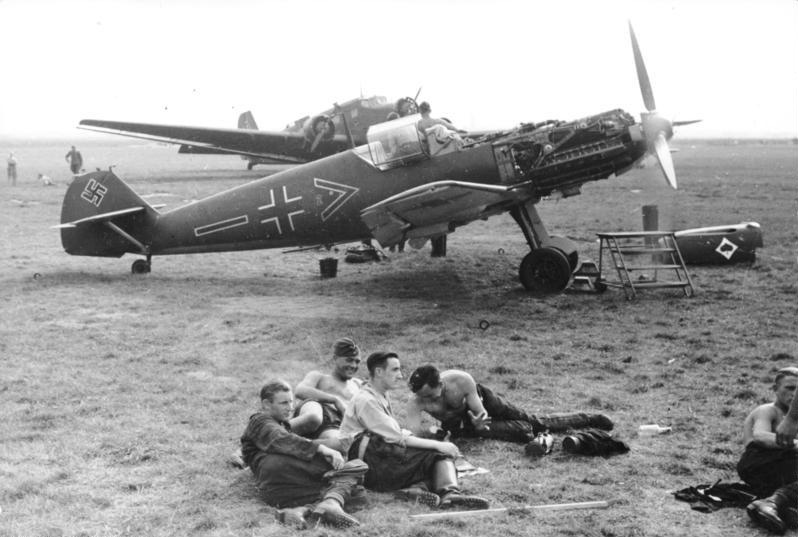
Un Bf 109 E-3

Il 10 luglio 1940 ebbe luogo il maggiore scontro aereo della battaglia d'Inghilterra. Venti Messerschmitt Bf 109 del III/JG 51 agli ordini del capitano Hannes Trautloft e trenta Bf 110 C del I/ZG 26 di scorta a venti Dornier Do 17 del II/KG 2 ("KG" sta a significare "stormo da bombardamento"), che avevano come obiettivo un convoglio di navi al largo di Folkestone, vennero intercettati dalla RAF britannica. Oesau era ancora capo della 7/JG 51. Trautloft avvistò sei Hurricane del 32º squadrone RAF a ore tre, più in alto rispetto a lui. Presto giunsero in loro aiuto gli squadroni numero 56, 111, 64 e 74, ma Oesau riuscì ugualmente ad avere la meglio su tre Spitfire mentre due sue commilitoni furono costretti ad eseguire un atterraggio d'emergenza in Francia.
Passati nove giorni da questo evento il III/JG 51 dovette affrontare i Defiant del 141º squadrone RAF a sud di Folkestone. Dato che i monoplani inglesi avevano tutto l'armamento concentrato in una torretta dorsale ed erano per questo impacciati nel combattimento, i piloti della Luftwaffe ne distrussero 11 in otto minuti, con Oesau che contribuì con una vittoria, la numero 19 che gli valse la promozione a capitano.
In data 18 agosto il III/JG 51, sempre di scorta ai Do 17 stavolta diretti però contro l'aeroporto di Hornchurch, fu oggetto di duelli aerei iniziati dagli Hurricane sopra il Kent. Ancora una volta Oesau abbatté un nemico e si meritò per questo la Croce di Cavaliere, conferitagli due giorni dopo e che fece da preludio alla sua nomina di comandante del III/JG 51 (23 agosto) sostituendo Trautloft che passò alla JG 54. In ottobre, il suo record personale era già salito a 48 aerei nemici distrutti, dei quali 26 erano Spitfire.
Il 10 novembre 1940 Oesau subentrò a Wilhelm Balthasar quale comandante del III/JG 3. Il 5 febbraio 1941 eliminò un Hurricane sopra Desvres siglando così la 40ª vittoria (senza contare i successi spagnoli) ed incassando le fronde di quercia da aggiungere alla Croce di Cavaliere. Poco dopo la squadriglia si stabilì in Germania per rimpiazzare i Bf 109 E con i nuovi Bf 109 F; il ritorno in Francia a maggio significò per Oesau aggiungere due tacche (il 16 e il 28 dello stesso mese) al suo record.

#### Trasferimento ad est
L'operazione Barbarossa, l'invasione dell'Unione Sovietica iniziata dalla Wehrmacht il 22 giugno 1941, richiese che il III/JG 3 si trasferisse nel nuovo teatro di guerra. Il 24 giugno un aereo della VVS cadde sotto i colpi di Oesau e per il 30 dello stesso mese toccò quota 60 vittorie ai danni di un Tupolev ANT-40, altri tre dei quali fecero la stessa fine il giorno dopo sopra Leopoli, in Ucraina. Ancora, il 10 luglio distrusse 5 aerei, 2 l'11, 7 il 12: in sole cinque settimane 44 aerei sovietici non tornarono all'aeroporto di partenza per sua colpa. Fu anche il terzo pilota tedesco a raggiungere le 80 vittorie con un Ilyushin DB-3 e per tale motivo poté fregiarsi delle spade apposte alla Croce di Cavaliere.
Tanti successi vennero bilanciati dal suo ferimento provocato da un aereo nemico che gli causò danni al viso e alle ginocchia. Poco dopo venne spostato al fronte occidentale per succedere nuovamente a Wilhelm Balthasar alla guida del JG 2.

#### 1941 - 1944: a difesa del Reich
Oesau non rimase estasiato dalla versione "F-2" del Bf 109, più agile ma meno armata, pertanto egli continuò a volare su un Bf 109 E-4 finché la mancanza di pezzi di ricambio non lo costrinse a tornare alla "F-2". Le sue prime parole da capo del JG 2 furono rivolte ai suoi uomini:
Al JG 2 fu ordinato di tenere a bada le offensive della RAF nei cieli francesi, e Oesau si impegnò in tal senso fino al 1943. Avanzato al grado di maggiore il 1º agosto 1941, ottenne la prima vittoria con il JG 2 il 10 agosto, nei due giorni seguenti segnò quattro vittorie e per la fine di settembre ne aggiunse altre due. Guidò la squadriglia anche durante l'operazione Cerberus, il tentativo riuscito della Kriegsmarine di trasferire le navi da guerra nei porti della Germania settentrionale percorrendo il canale della Manica. La 100ª vittoria arrivò il 26 ottobre 1941, terzo pilota della Luftwaffe a raggiungere l'obiettivo.

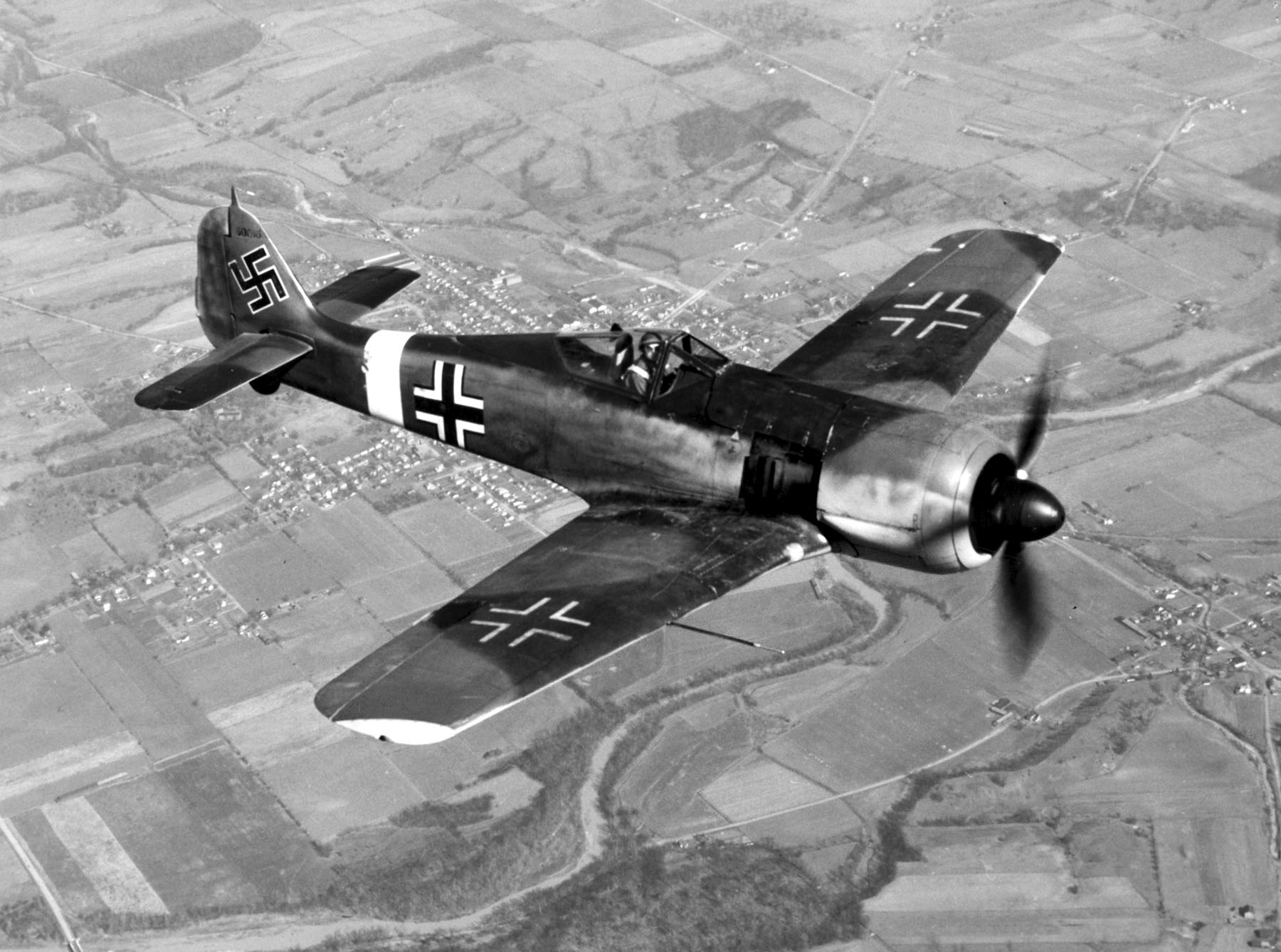
Focke-Wulf Fw 190 A

Le eccellenti abilità di Walter Oesau vennero giudicate a quel punto troppo preziose e il pilota venne ritirato dalla prima linea per scongiurare l'ipotesi di una morte durante un duello aereo. Volò solo sporadicamente riuscendo però ad abbattere il Lancaster del sergente maggiore G. T. Rhodes, in organico al 44º squadrone RAF nell'aprile 1942, durante una rara incursione diurna britannica su Augusta. Le vittorie aumentarono quindi a 101. Nell'agosto 1942 al comando del JG 2 furono consegnati i Focke-Wulf Fw 190 A-2 che rimpiazzarono i Bf 109 F. Verso la fine dell'anno l'intera squadriglia fu impegnata a contrastare il crescente numero di bombardieri statunitensi che di giorno tentavano di colpire le città tedesche.
Dopo essere stato promosso tenente colonnello il 1º febbraio 1943, Oesau abbatté altri quattro aerei verso la metà dell'anno. Il 1º luglio fu nominato comandante della Jagdfliegerführer "Bretagne" (una sorta di unità da cui dipendevano vari Jagdgeschwader) per poi diventare Geschwaderkommodore del JG 1 il 12 novembre. Di fatto, questo sancì il suo ritorno alla vita militare. In questa posizione divenne un esperto nel distruggere i quadrimotori Alleati come dimostrano i 14 apparecchi da lui colpiti. Il 17 ottobre gli venne appuntato il distintivo di pilota e navigatore in oro e diamanti e il 10 gennaio 1944 la Croce Tedesca in oro.
Il comandante in capo della Luftwaffe, Hermann Göring, era convinto che i suoi piloti di caccia non bastassero a fronteggiare la RAF e l'USAAF. Per questo motivo il 23 febbraio 1944 il generale di brigata aerea Joseph Schmid decise di ovviare al problema obbligando i propri piloti ad atterrare nel più vicino aeroporto, che poteva anche non essere quello di partenza, fare rifornimento e ripartire subito agli ordini del pilota più alto in grado che si sarebbe trovato in quel momento nell'aeroporto. La nuova organizzazione venne testata con successo, ma anche con confusione, il giorno seguente ai danni di 9 B-24 e di alcuni B-17, contro di cui si scagliò una formazione comandata proprio da Oesau. L'asso tedesco riportò 4 vittorie tra il gennaio e il marzo 1944 ma il conteggio finale si fermò a 118 (senza contare i successi spagnoli) l'8 maggio, quando distrusse il suo ultimo aereo, un Thunderbolt.

### La morte
In quanto Geschwaderkommodore del JG 1 Oesau dovette spesso ascoltare le lamentele di Göring circa il fallimento nel fermare la grande macchina bellica aerea Alleata, lamentele che mutarono in un ordine di sospendere i Geschwaderkommodore che non avessero volato regolarmente al comando della propria unità.
L'11 maggio un centinaio di bombardieri USAAF della Eighth Air Force impostarono la rotta su obiettivi ferroviari nella Francia orientale e nord-est del Belgio, forti della protezione loro offerta dai Lightning e dagli eccellenti Mustang. Impaziente di conoscere come le sue squadriglie si stavano adoperando per allontanare il nemico, Göring telefonò allo staff di Oesau, costretto a letto da una grave influenza. Appresa la notizia che il Geschwaderkommodore non stava volando Göring andò su tutte le furie e lo accusò di codardia e di essere ormai troppo stanco per continuare a fare il suo lavoro. Irritato, Oesau salì sul suo "Verde 13", come soprannominava il suo aereo personale (in quel caso un Bf 109 G-6/AS) a causa del numero "13" dipinto in verde sulla fusoliera, seguito da tre commilitoni. Sopra le Ardenne la piccola formazione ruppe le righe per meglio attaccare i bombardieri. Il gregario di Oesau venne colpito dalla caccia nemica e riportò un'ala danneggiata, pertanto gli fu ordinato di ritornare alla base. Lasciato solo, secondo quanto riferito dal maggiore Hartmann Grasser (comandante del III/JG 1, presente al duello), Oesau si trovò davanti cinque P-38 Lightning.
Il combattimento che seguì non è molto chiaro e presenta interpretazioni tra loro diverse. Secondo una di queste Oesau fu inseguito dal primo tenente James Leslie Doyle e dai parigrado Wilbur L. Jarvis III e James C. Austin, tutti del 428º squadrone caccia della Ninth Air Force e tutti con esperienza. Nei 20 minuti di dogfight successivi Oesau si difese abilmente sebbene non riuscì a non farsi danneggiare gravemente l'aereo. Impossibilitato a continuare il volo per ragioni tecniche dunque, provò un atterraggio d'emergenza ma mentre si apprestava a compiere tale pericolosa manovra fu oggetto di nuove raffiche (forse partite da un Mustang del 354º stormo caccia) che incendiarono la cabina del Bf 109 che si schiantò irrimediabilmente a terra, a circa 10 km a sud-ovest di Sankt Vith. Il suo corpo venne recuperato qualche giorno dopo..

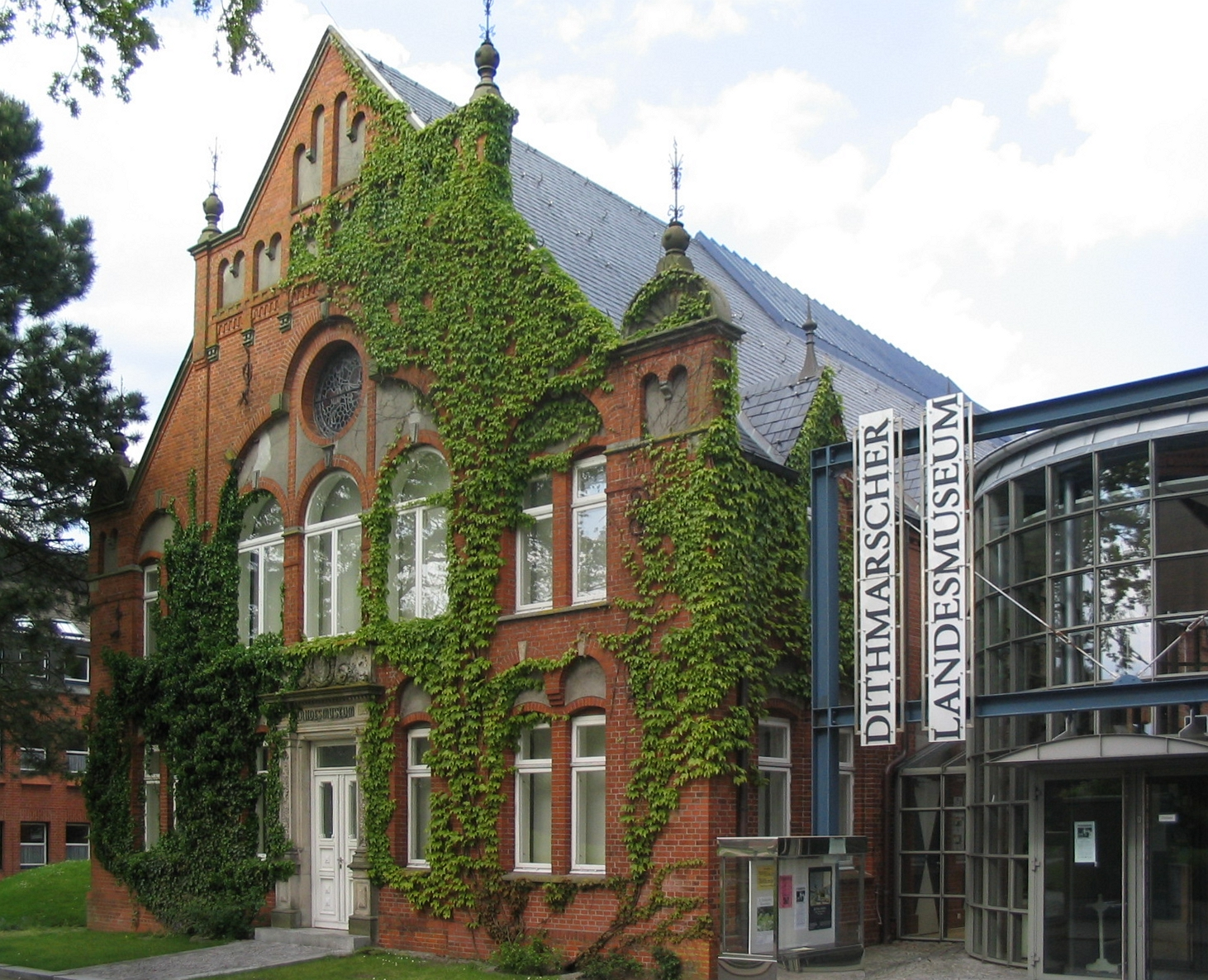
Il museo cittadino di Meldorf, vicino al quale è sepolto Oesau

Secondo invece quanto riportato nei verbali statunitensi di fine missione, Doyle affrontò una coppia di Bf 109 riuscendo a colpirne varie volte uno, ma abbandonò il combattimento ignaro di aver centrato con un proiettile da 20 mm Oesau. In ogni caso, Oesau fu la prima vittoria del 474º gruppo caccia in quella che era per l'unità la prima missione in cui si era fatta viva la Luftwaffe.
Ci sono tra l'altro dispute su chi abbia effettivamente fatto schiantare l'aereo dell'asso tedesco. Wilbur L. Jarvis ricevette infatti dei crediti per aver danneggiato il Bf 109 di Oesau, Doyle notò dei colpi di proiettile nella cabina del suo avversario e la fotocamera di bordo confermò questo fatto. Rapporti tedeschi indicarono che la morte di Oesau fu dovuta ad un proiettile che entrando nella cabina generò una notevole quantità di schegge che lo uccisero.
Oesau morì a 30 anni con all'attivo 127 vittorie totali ottenute in più di 300 missioni. 27 sue vittime furono Spitfire, 14 erano bombardieri quadrimotori, 44 sovietiche e 9 registrate nella guerra civile spagnola. Dopo la morte gli fu concessa la promozione a colonnello. In segno di rispetto per la sua persona il JG 1 poté chiamarsi "Oesau", cosa che solo Werner Mölders riuscì suo malgrado a fare con il JG 51. È sepolto a Meldorf, non distante dalla sua città natale.

### Vita privata
Ci sono poche informazioni relative alla vita personale di Walter Oesau. Amava stare con gli amici e aveva un buon senso dell'umorismo; era un uomo semplice, tant'è vero che non pitturò mai disegni particolari sul proprio aereo (eccezion fatta per il classico numero di identificazione) e non portò mai i simboli distintivi di comandante, per rimanere anonimo anche al nemico. Diversamente da altri assi, non raffigurò nemmeno sul timone le vittorie riportate.